# Quilindschy Hartman
Quilindschy Hartman (Zwijndrecht, 14 novembre 2001) è un calciatore olandese, difensore del Burnley e della nazionale olandese.

## Caratteristiche tecniche
Gioca come terzino sinistro abile tecnicamente e in fase offensiva.

## Carriera

### Club
Feyenoord
Cresciuto nel settore giovanile del Feyenoord, il 19 giugno 2020 firma il primo contratto professionistico con il club di Rotterdam, di durata triennale. Esordisce in prima squadra il 21 agosto 2022, nella partita di Eredivisie vinta per 0-1 contro l'RKC Waalwijk. Il 10 Novembre 2022 segna il goal decisivo nella vittoria per 1-0 contro il Cambuur in Eredivisie. Contribuisce al trionfo in Eredivisie, segnando 2 goal e 4 assist in campionato. Nelle successive due stagioni vince prima una Coppa dei Paesi Bassi (2023-2024) e poi una Supercoppa d'Olanda (2024) per poi passare, nel 2025, agli inglesi del Burnley.

### Nazionale
Ha giocato nella nazionale olandese Under-21.
Il 1º settembre 2023 viene convocato per la prima volta in nazionale maggiore. Esordisce con la massima selezione olandese il 13 ottobre seguente nella sconfitta per 1-2 contro la Francia, in cui realizza il gol degli Oranje.

## Statistiche

### Presenze e reti nei club
Statistiche aggiornate al 14 maggio 2025.
| Stagione         | Squadra          | Campionato       | Campionato | Campionato | Coppe nazionali | Coppe nazionali | Coppe nazionali | Coppe continentali | Coppe continentali | Coppe continentali | Altre coppe | Altre coppe | Altre coppe | Totale | Totale |
| Stagione         | Squadra          | Comp             | Pres       | Reti       | Comp            | Pres            | Reti            | Comp               | Pres               | Reti               | Comp        | Pres        | Reti        | Pres   | Reti   |
| ---------------- | ---------------- | ---------------- | ---------- | ---------- | --------------- | --------------- | --------------- | ------------------ | ------------------ | ------------------ | ----------- | ----------- | ----------- | ------ | ------ |
| 2022-2023        | Feyenoord        | ED               | 23         | 2          | CO              | 4               | 0               | UEL                | 6                  | 0                  | -           | -           | -           | 33     | 2      |
| 2023-2024        | Feyenoord        | ED               | 26         | 0          | CO              | 3               | 0               | UCL+UEL            | 6+2                | 0                  | SO          | 1           | 0           | 38     | 0      |
| 2024-2025        | Feyenoord        | ED               | 12         | 0          | CO              | 0               | 0               | -                  | -                  | -                  | -           | -           | -           | 12     | 0      |
| Totale Feyenoord | Totale Feyenoord | Totale Feyenoord | 61         | 2          |                 | 7               | 0               |                    | 14                 | 0                  |             | 1           | 0           | 83     | 2      |
| Totale carriera  | Totale carriera  | Totale carriera  | 61         | 2          |                 | 7               | 0               |                    | 14                 | 0                  |             | 1           | 0           | 83     | 2      |

### Cronologia presenze e reti in nazionale
| Cronologia completa delle presenze e delle reti in nazionale ― Paesi Bassi | Cronologia completa delle presenze e delle reti in nazionale ― Paesi Bassi | Cronologia completa delle presenze e delle reti in nazionale ― Paesi Bassi | Cronologia completa delle presenze e delle reti in nazionale ― Paesi Bassi | Cronologia completa delle presenze e delle reti in nazionale ― Paesi Bassi | Cronologia completa delle presenze e delle reti in nazionale ― Paesi Bassi | Cronologia completa delle presenze e delle reti in nazionale ― Paesi Bassi | Cronologia completa delle presenze e delle reti in nazionale ― Paesi Bassi |
| Data                                                                       | Città                                                                      | In casa                                                                    | Risultato                                                                  | Ospiti                                                                     | Competizione                                                               | Reti                                                                       | Note                                                                       |
| -------------------------------------------------------------------------- | -------------------------------------------------------------------------- | -------------------------------------------------------------------------- | -------------------------------------------------------------------------- | -------------------------------------------------------------------------- | -------------------------------------------------------------------------- | -------------------------------------------------------------------------- | -------------------------------------------------------------------------- |
| 13-10-2023                                                                 | Eindhoven                                                                  | Paesi Bassi                                                                | 1 – 2                                                                      | Francia                                                                    | Qual. Euro 2024                                                            | 1                                                                          |                                                                            |
| 16-10-2023                                                                 | Atene                                                                      | Grecia                                                                     | 0 – 1                                                                      | Paesi Bassi                                                                | Qual. Euro 2024                                                            | -                                                                          | 74’                                                                        |
| 18-11-2023                                                                 | Amsterdam                                                                  | Paesi Bassi                                                                | 1 – 0                                                                      | Irlanda                                                                    | Qual. Euro 2024                                                            | -                                                                          |                                                                            |
| 21-11-2023                                                                 | Faro                                                                       | Gibilterra                                                                 | 0 – 6                                                                      | Paesi Bassi                                                                | Qual. Euro 2024                                                            | -                                                                          | 63’                                                                        |
| Totale                                                                     |                                                                            | Presenze                                                                   | 4                                                                          |                                                                            | Reti                                                                       | 1                                                                          |                                                                            |

## Palmarès

### Club

#### Competizioni nazionali
- Campionato olandese: 1

Feyenoord: 2022-2023
- Coppa dei Paesi Bassi: 1

Feyenoord: 2023-2024
- Supercoppa dei Paesi Bassi: 1

Feyenoord: 2024